# Bruzdoząbek
Bruzdoząbek (Mylomys) – rodzaj ssaków z podrodziny myszy (Murinae) w obrębie rodziny myszowatych (Muridae).

## Rozmieszczenie geograficzne
Rodzaj obejmuje gatunki występujące w Afryce.

## Morfologia
Długość ciała (bez ogona) 122–212 mm, długość ogona 104–180 mm, długość ucha 14–25 mm, długość tylnej stopy 29–37 mm; masa ciała 46–190 g.

## Systematyka
Rodzaj zdefiniował w 1906 roku angielski zoolog Oldfield Thomas w artykule zatytułowanym Dwa nowe rodzaje małych ssaków odkryte przez panią Holms-Tarn w Brytyjskiej Afryce Wschodniej, opublikowanym w czasopiśmie „The Annals and magazine of natural history”. Gatunkiem typowym jest (oryginalne oznaczenie) bruzdoząbek Dybowskiego (M. dybowskii). 

### Etymologia
Mylomys: gr. μυλη mulē ‘ząb trzonowy’; μυς mus, μυος muos ‘mysz’.

### Podział systematyczny
Do rodzaju należą następujące gatunki:
| Grafika | Gatunek           | Autor i rok opisu  | Nazwa zwyczajowa        | Podgatunki         | Rozmieszczenie geograficzne | Podstawowe wymiary                                | Status IUCN |
| ------- | ----------------- | ------------------ | ----------------------- | ------------------ | --- | ------------------------------------------------- | ----------- |
|         | Mylomys rex       | (O. Thomas, 1906)  | bruzdoząbek etiopski    | gatunek monotypowy | endemit Etiopii: las Charada (Kaffa) | DC: około 21 cm DO: około 17,5 cm MC: brak danych | DD          |
|         | Mylomys dybowskii | (Pousargues, 1893) | bruzdoząbek Dybowskiego | gatunek monotypowy | tropikalna Afryka od południowo-wschodniej Gwinei (góra Nimba) na wschód do środkowej Kenii, na południe do północnego Malawi; zakres wysokości: do 2300 m n.p.m. | DC: 12,2–19,4 cm DO: 10,4–18 cm MC: 46–190 g      | LC          |

Kategorie IUCN:  LC  – gatunek najmniejszej troski,  DD  – gatunki o nieokreślonym stopniu zagrożenia.